# Omar Banana
Omar Banana (Huelva, 7 ottobre 1994) è un attore spagnolo, candidato al Premio Goya per il miglior attore rivelazione per Te estoy amando locamente. 

## Biografia
Omar Banana è nato il 7 ottobre 1994 a Huelva, in Andalusia. Ha frequentato il Royal Central School of Speech and Drama. Ha debuttato come attore nel 2007, nel film Hasta el viento tiene miedo. Successivamente ha recitato in alcuni cortometraggi come Treasure Man, Separations e La Dama de Sal. Nel 2018 ha interpretato Asha nel film Haraam. L'anno seguente ha recitato in un episodio della serie Paquita Salas e nel film Through a Dark Mirror e ha interpretato Goyo nella miniserie Amor superdotado. Nel 2021 ha partecipato alle serie Reyes de la noche, La reina del pueblo e Sin novedad, dove ha interpretato il protagonista Bony. Dal 2022 al 2023 ha impersonato Zero in Express. Nel 2023 ha interpretato Miguel Acosta Fernández, protagonista del film Te estoy amando localmente. Grazie a quest'ultimo lavoro, è stato candidato al Premio Goya al miglior attore rivelazione.

## Filmografia

### Cinema
- Hasta el viento tiene miedo, regia di Gustavo Moheno (2007)
- Loving the Bad Man, regia di Péter Engert (2010)
- Haraam, regia di Serge Rashidi-Zakuani (2018)
- Through a Dark Mirror, regia di Jason Fite (2019)
- Te estoy amando localmente, regia di Alejandro Marín (2023)
- Marco Polo, regia di Pablo Riesgo (2023)

### Televisione
- Wartime Crime - serie TV, episodio 1x04 (2017)
- Paquita Salas - serie TV, episodio 3x01 (2019)
- Amor superdotado - miniserie TV, 8 episodi (2019)
- Veneno - miniserie TV, episodio 1x02 (2020)
- Reyes de la noche - serie TV, 4 episodi (2021)
- La reina del pueblo - serie TV, 6 episodi (2021)
- Sin novedad - miniserie TV, 6 episodi (2021)
- Express - serie TV, 16 episodi (2022-2023)
- Sky Rojo - serie TV, episodio 3x03 (2023)
- Atasco - serie TV, 2 episodi (2024)

### Cortometraggi
- Treasure Man, regia di Christian Fernandez (2014)
- Separations, regia di Dianyun Yang (2017)
- La Dama de Sal, regia di Mario Venegas (2017)
- Desire, regia di Micah Hinchliffe (2017)
- Zweite Haut, regia di İsmet Ergün e Kerem Ergün (2018)
- La fuerza, regia di Cristina Martín e María José Martín (2024)

## Riconoscimenti
- Premio Goya
  - 2024 - Candidatura per il miglior attore rivelazione per Te estoy amando localmente